# Тавларово (Рыбно-Слободский район)
Тавларово (тат. Таулар) — село в Рыбно-Слободском районе Республики Татарстан, в составе Шеморбашского сельского поселения.

## География
Село находится в верховье реки Шумбутка, в 48 км к северо-востоку от районного центра, посёлка городского типа Рыбная Слобода.

## История
Первоисточники упоминают о селе Пустошь Шимбутбаш, также Челны с 1680 года.
Современное название села происходит от татарского слова тау (гора).
В сословном плане, в XVIII веке и вплоть до 1860-х годов, жителей села причисляли к государственным крестьянам.
Число жителей села увеличивалось с 59 душ мужского пола в 1782 году до 780 человек в 1938 году. В последующие годы численность населения села постепенно уменьшалась и в 2020 году составила 159 человек.
По сведениям из первоисточников, в начале XX столетия, в селе существовала мечеть. Мечеть также была построена в 1994 году.
Административно, до 1920 года село относилось к Мамадышскому уезду Казанской губернии, с 1930 года (с перерывами) относится к Рыбно-Слободскому району Татарстана.

## Экономика и инфраструктура
Полеводство, животноводство. Эти виды деятельности были характерны для жителей села и в XVIII-XIX столетиях.
В селе действуют начальная школа, клуб, фельдшерско-акушерский пункт.